# Male Vinice
Male Vinice este o localitate din comuna Sodražica, Slovenia, cu o populație de 16 locuitori.